# Artistes de la cour des Tudor

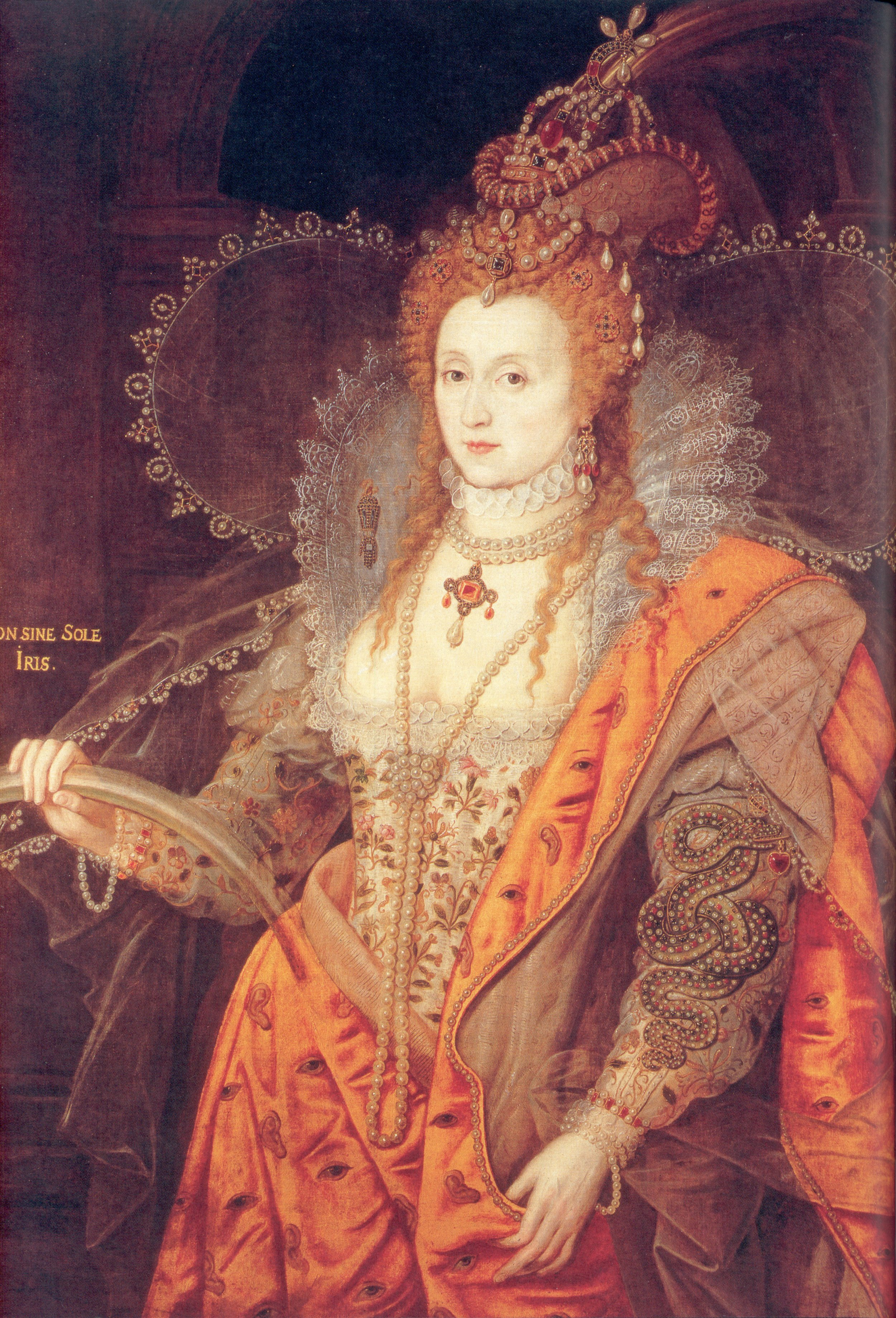
Le Rainbow Portrait, représentant Élisabeth I en tant que « Reine de l'Amour et de la Beauté » par Isaac Oliver, vers 1600, incarne l'iconographie complexe associée aux portraits de la cour des Tudor.

Les artistes de la cour des Tudor sont les peintres et enlumineurs engagés par les monarques anglais de la maison Tudor et leurs courtisans entre 1485 et 1603, à partir du règne d'Henry VII jusqu'à la mort d'Élisabeth Ire.
Souvent à la tête d'un atelier où travaillaient des assistants et apprentis, plusieurs de ces artistes ont produit des œuvres de disciplines différentes, comme des portraits en miniatures, des peintures sur bois, des manuscrits à enluminures, des emblèmes héraldiques, et des croquis élaborés pour des masques, des tournois et autres évènements. 

## Caractéristiques et iconographie

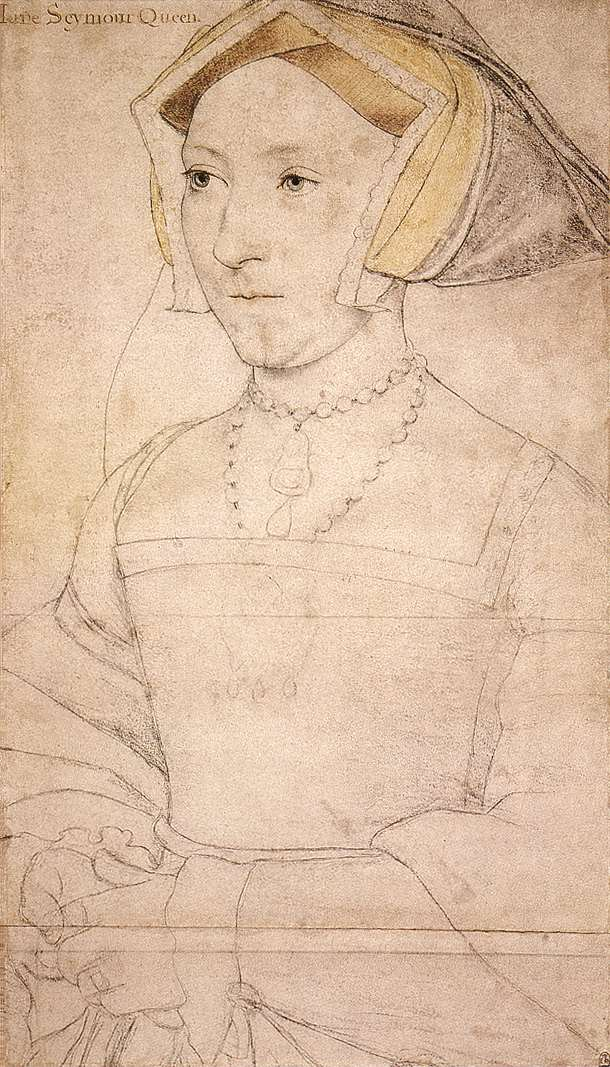
Dessin de Jane Seymour par Holbein, 1536-37.

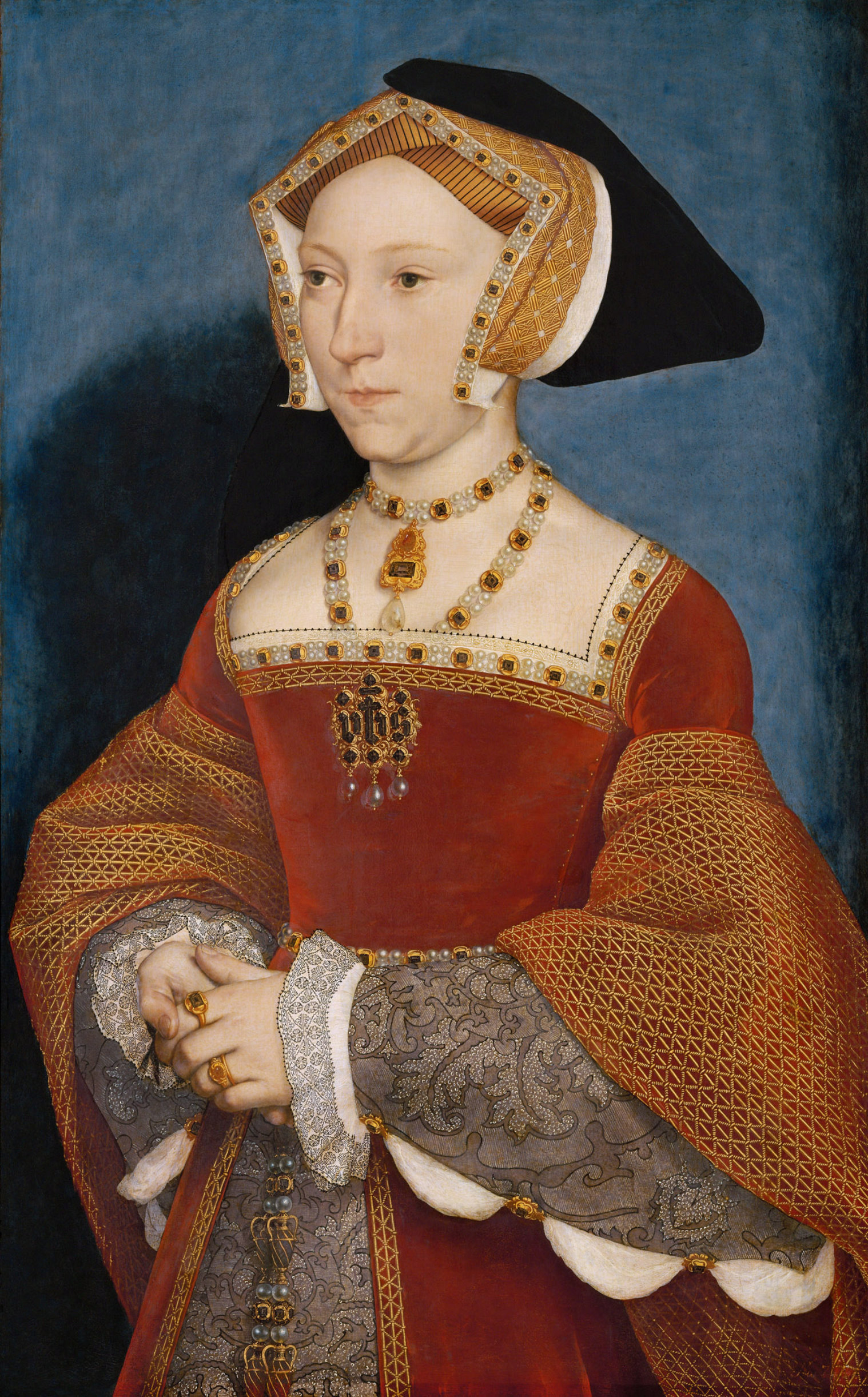
Portrait de Jane Seymour par Holbein, 1536-37.

La période Tudor se marque par un isolement inhabituel de l'Angleterre par rapport aux tendances européennes. Au début, la Guerre des Deux-Roses avait fortement perturbé l'activité artistique, qui, à l'exception de l'architecture, demeurait à un faible niveau vers 1485. La Maison d'York détrônée par les Tudors était très proche de son allié le duc de Bourgogne, et les diplomates anglais faisaient exécuter leurs portraits par les plus brillants peintres flamands - Edward Grimston par Petrus Christus et Sir John Donne par Hans Memling par exemple. Toutefois, ces deux portraits ont été peints à l'étranger. Lors de la période Tudor, les artistes étrangers étaient souvent accueillis somptueusement par la Cour anglaise. Les peintres flamands restaient prédominant, bien que l'influence française ait également été importante chez Lucas Horenbout et Nicholas Hilliard, respectivement fondateur et plus grand représentant de la tradition purement anglaise des portraits miniatures.
Avec la fin de la peinture religieuse à la suite de la Réforme, et le peu d'intérêt pour la mythologie classique jusqu'à l'extrême fin de la période, le portrait restera la plus importante forme de peinture pour tous les artistes de la cour Tudor, et le seul type d'œuvre à avoir survécu en quantité. Beaucoup de ces portraits aujourd'hui perdus peuvent être vus dans le livre d'Holbein contenant les dessins préparatoires de portraits dont la majorité des pages est conservée à la Royal Collection. Le portrait s'étend de la simple miniature informelle, peinte d'après nature durant quelques jours et destinée à la contemplation privée aux grands portraits d'Elizabeth I, tel que le portrait dit « l'arc-en-ciel », avec l'iconographie symbolique de la robe, les bijoux, et l'inscription.

## Une communauté d'artistes

### Résidents
- Lucas Horenbout, peintre du roi de 1531 à sa mort en 1544
- Hans Holbein le Jeune
- Levina Teerlinc
- John Bettes, peintre et miniaturiste[6]
- Hans Eworth, en Angleterre à partir de 1549
- Marcus Gheeraerts le Jeune
- Nicholas Hilliard
- John de Critz, nommé Serjeant Painter
- Robert Peake le Vieux
- Isaac Oliver, élève d'Hilliard

## Source de la traduction
- (en) Cet article est partiellement ou en totalité issu de l’article de Wikipédia en anglais intitulé « Artists of the Tudor court » (voir la liste des auteurs).